# Łęg (dopływ Wisły)
Łęg – rzeka, prawostronny dopływ Wisły o długości 85,5 km i powierzchni dorzecza 960,2 km² w województwie podkarpackim.
Pod względem długości jest piątą rzeką Podkarpacia.
2198 – identyfikator hydrograficzny cieku
Od źródeł do ujścia płynie obszarem pokrytym piaskami lub glinami pochodzenia polodowcowego. Zgodnie z typologią wód powierzchniowych górny odcinek rzeki to potok nizinny piaszczysty (typ 17), a środkowy i dolny to rzeka nizinna piaszczysto-gliniasta (typ 19). Górny bieg rzeki zwany jest Zyzogą (do ujścia strugi Turki).

## Przebieg rzeki
Źródła rzeki znajdują się na Płaskowyżu Kolbuszowskim w Stykowie (część miasta Głogów Małopolski), w powiecie rzeszowskim. W górnym biegu przepływa przez malowniczą dolinę zwaną Rajska Dolina. Następnie  w środkowym biegu tworzy sztuczne jezioro Zbiornik Łęg (Maziarnia) – miejsce rekreacji i turystyki dla wielu osób. Dolny odcinek to Równina Tarnobrzeska, gdzie płynie przez zwarte obszary leśne Puszczy Sandomierskiej. Łęg uchodzi do Wisły w Gorzycach.

## Główne dopływy
- prawe – Turka, Sanna
- lewe – Przyrwa, Murynia

## Miejscowości nad rzeką
W kolejności od źródeł do ujścia:

- Styków (Głogów Małopolski) – Łęg (Zyzoga)
- Przewrotne – Łęg (Zyzoga)
- Widełka – Łęg (Zyzoga)
- Pogwizdów Stary – Łęg (Zyzoga)
- Raniżów – Łęg (Zyzoga)
- Wola Raniżowska
- Lipnica
- Wilcza Wola
- Bojanów
- Laski
- Stany
- Kołodzieje
- Przyszów
- Ruda
- Burdze
- Krawce
- Grębów
- Jamnica
- Kępie Zaleszańskie
- Orliska
- Gorzyce

## Galeria

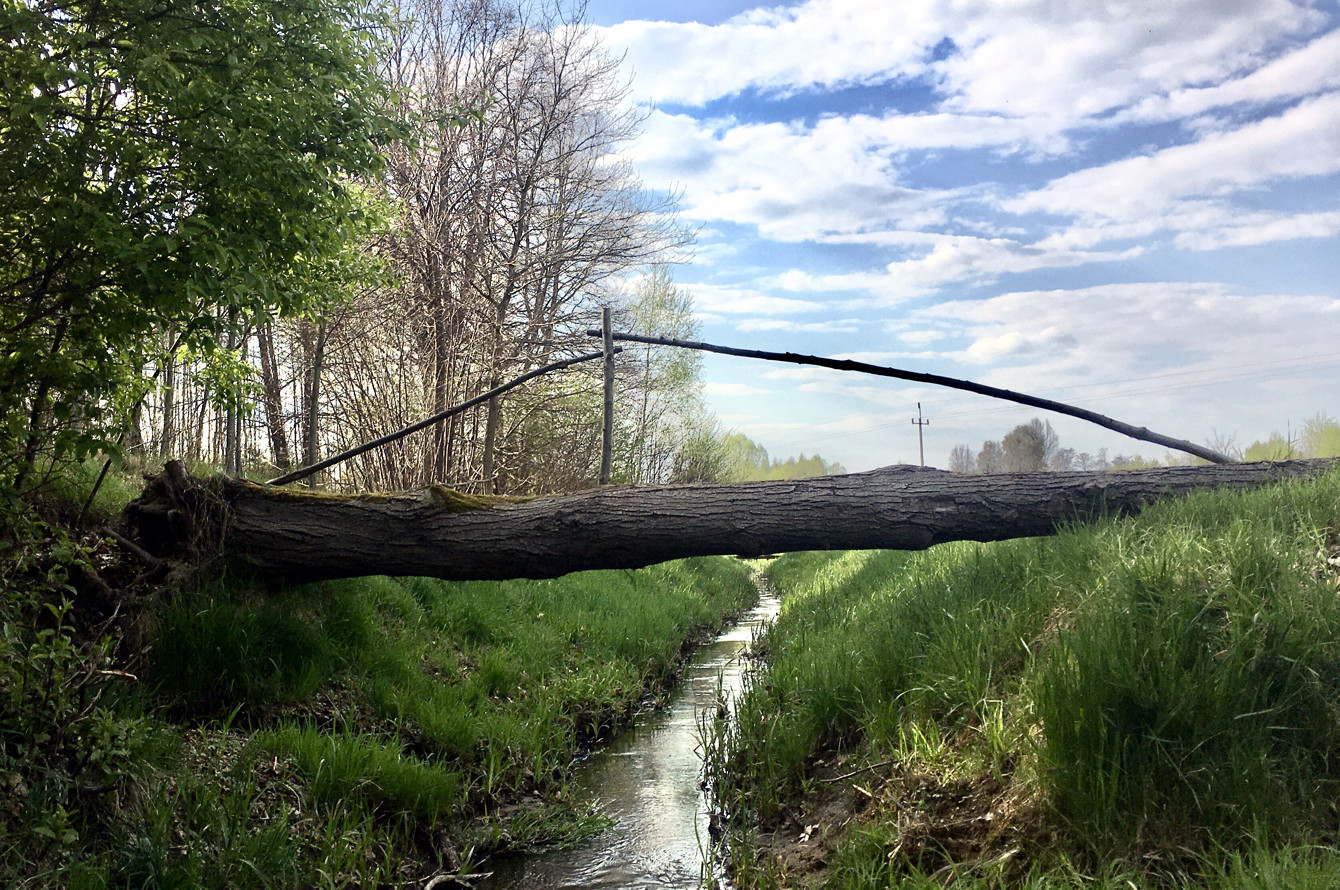
Łęg w Stykowie
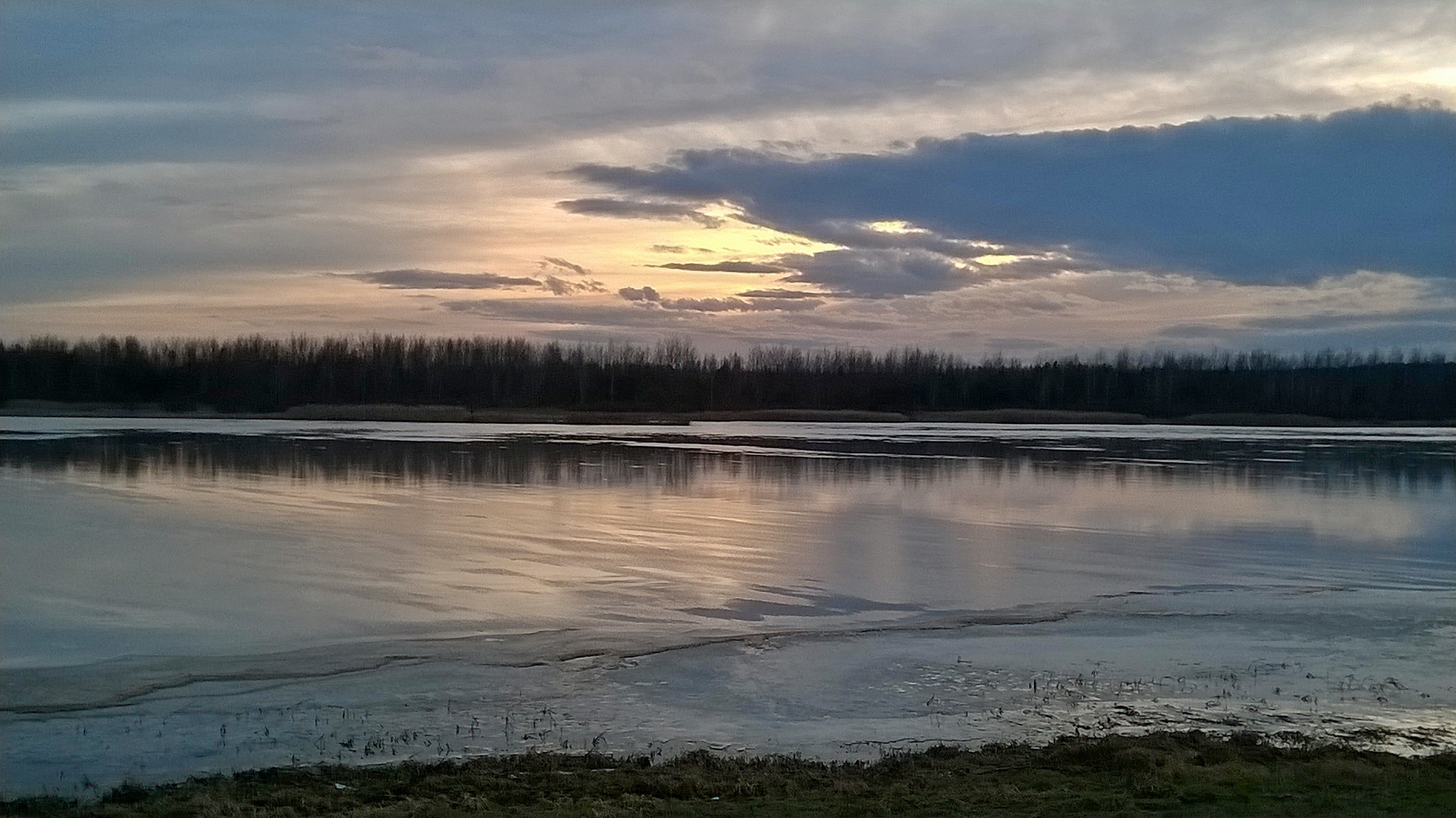
Jezioro Maziarnia
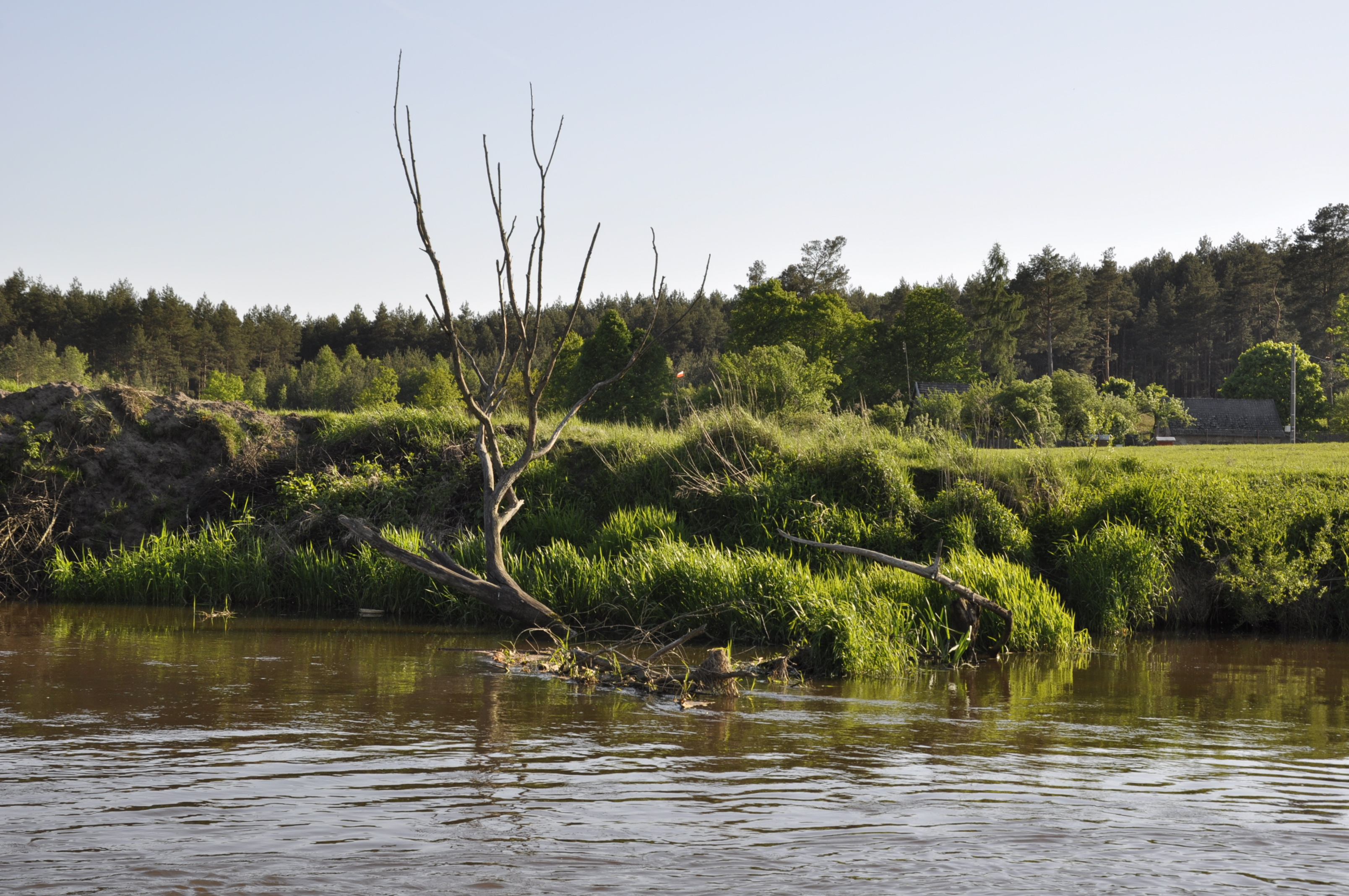
Rzeka Łęg - Burdze
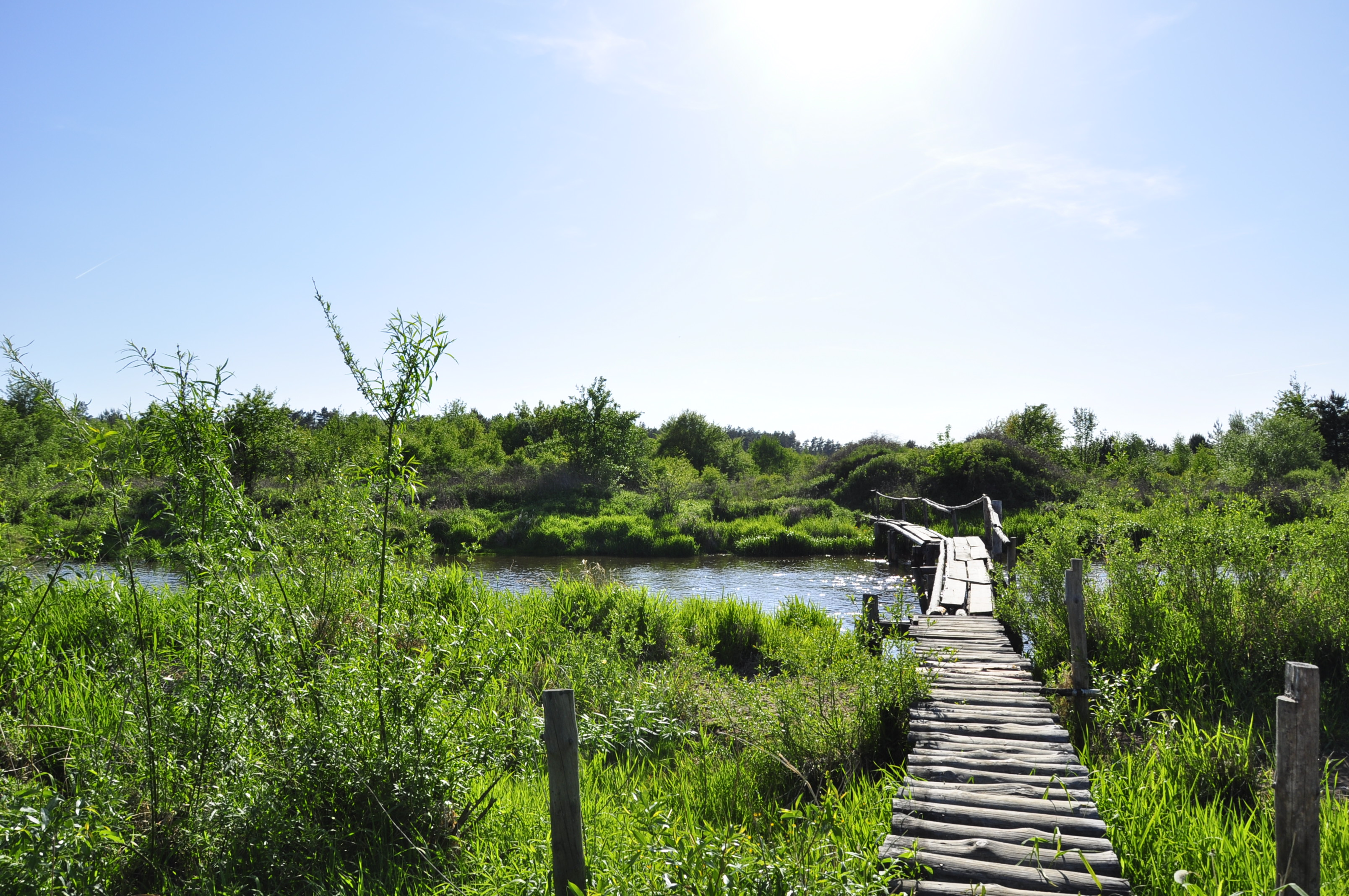
Kładka na Łęgu